# Burnham Overy
Burnham Overy is een civil parish in het bestuurlijke gebied King's Lynn en West Norfolk, in het Engelse graafschap Norfolk met 134 inwoners.